# ديانا بالموري
ديانا بالموري لينغ (4 يونيو 1932-14 نوفمبر 2016) مصممة للمناظر الطبيعية والحضرية. ومؤسس شركة تصميم المناظر الطبيعية بالموري.

## حياتها وتعليمها
ولدت ديانا بالموري في خيخون بإسبانيا، وأمضت معظم طفولتها في إسبانيا وإنجلترا قبل أن تستقر عائلتها في الأرجنتين. كانت والدتها دوروثي لينغ (ولدت في إنجلترا) موسيقيًا وعازفة موسيقى. كان والدها كليمنتي هيرناندو بالموري (المولود في إسبانيا) خبيرًا لغويًا. تعلمت بالموري الغناء والرقص والعزف على البيانو، وشجعها والديها على استكشاف مجموعة واسعة من الوسائط. جلبت معها العديد من هذه التأثيرات إلى عالم التصميم.